# Vid vägkanten II
Vid vägkanten II är en novellsamling av Amanda Kerfstedt, utgiven 1883 på bokförlaget A. W. Björck. Boken var den andra i en serie om två och föregicks av Vid vägkanten I (1880).